# Märta Allertz
Märta Allertz (1628 – úmrtí před rokem 1677), často špatně uváděna jako Brita Allerts, byla oficiální milenkou švédského krále Karla X. Gustava. Byla matkou jeho levobočka Gustafa Carlsona. Datum jejího úmrtí je neznámý, poslední zmínky o ní pochází z roku 1665 a v roce 1677 je jisté, že již nežila, jelikož byla zveřejněna zpráva o jejím úmrtí.

## Život
Märta byla dcerou bohatého stockholmského městského radního Claese Allertze a úspěšné obchodnice s bavlnou, Britty Jacobsdotter. Byla představena budoucímu králi Karlovi X. a jeho sourozencům díky obchodním vztahům. Její bohatí rodiče králi pomáhali finančně. Karel byl na studiích v Německu a s Märtou navázal intimní poměr po jeho návratu v roce 1646. V roce 1647 porodila syna Gustafa Carlsona. Okamžitě po jeho narození jej král označil za svého syna. První tři roky svého života strávil s matkou, poté se jej ujal vévoda Magnus Gabriel De la Gardie a v roce 1674 získal i šlechtické tituly.
Na rozdíl od ostatních milenek švédských panovníků nebyla Märta po ukončení vztahu provdána. Později se Märta provdala z vlastní vůle a měla ještě několik lidí.